# Кортисо-да-Серра
Кортисо-да-Серра (порт. Cortiçô da Serra)  —  район (фрегезия) в Португалии,  входит в округ Гуарда. Является составной частью муниципалитета  Селорику-да-Бейра. По старому административному делению входил в провинцию Бейра-Алта. Входит в экономико-статистический  субрегион Бейра-Интериор-Норте, который входит в Центральный регион. Население составляет 229 человек на 2001 год. Занимает площадь 4,96 км².